# Humilišani
Humilišani (en cyrillique : Хумилишани) est un village de Bosnie-Herzégovine. Il est situé sur le territoire de la ville de Mostar, dans le canton d'Herzégovine-Neretva et dans la fédération de Bosnie-et-Herzégovine. Selon les premiers résultats du recensement bosnien de 2013, il compte 1 197 habitants.

## Démographie

### Évolution historique de la population
| 1948 | 1953 | 1961 | 1971  | 1981  | 1991  | 2013  |
| ---- | ---- | ---- | ----- | ----- | ----- | ----- |
| -    | -    | 975  | 1 147 | 1 450 | 1 780 | 1 197 |

|  |